# Хочу перемен!
«Хочу перемен!» — пісня радянської рок-гурту «Кино» на слова Віктора Цоя. В оригіналі звучить як «Перемен!», Або «Changement!», Оскільки альбом «Последний герой» вперше був виданий у Франції з написами на конверті «Le Dernier Des Héros» (Последний герой) французькою мовою. Вперше прозвучала в 1986 році на IV фестивалі Ленінградського рок-клубу. На тому ж фестивалі відбулася прем'єра та деяких інших пісень гурту, таких як «Спокойная ночь», «Дальше действовать будем мы», «Попробуй спеть вместе со мной», «Закрой за мной дверь, я ухожу». Остання пісня, виконана Віктором Цоєм на останньому концерті в Лужниках 24 червня 1990 року.
В результаті проведеного в 2015 році журналом «Російський репортер» соціологічного дослідження, текст «Хочу перемен!» Зайняв 8-місце в хіт-параді найпопулярніших в Росії віршованих рядків, що включає, серед іншого, російську та світову класику.
Журналом Time Out поміщена в список «100 пісень, що змінили наше життя».

## Запис
У записі брали участь:
- Віктор Цой — вокал, ритм-гітара
- Юрій Каспарян — гітара
- Ігор Тихомиров— бас-гітара
- Георгій Гур'янов — ударні

## У кінематографі
Широка радянська публіка вперше почула пісню «Перемен!» В 1987 році, коли її рання версія увійшла в фінальну сцену повнометражного фільму «АССА», режисера Сергія Соловйова.
При пошуку музикантів для запису у фінальній сцени фільму «Асса» Сергія Соловйова спочатку відкинув кандидатуру Віктора Цоя, так як він здався режисеру непоказним. Але Сергій Бугаєв порадив режисеру сходити на концерт, на якому Цой справив на Соловйова враження, після чого був затверджений на зйомки. Соловйов почув на цьому концерті пісню «Перемен» і домовився з Цоєм, щоб до виходу фільму пісня не виконувалася.
Через два роки після виходу «Асси» пісня була переписана для альбому «Последний герой» (1989).
У 2005 році пісня використовувалася в саундтреку до андеграундного фільму Сергія Лобана «Пил». На тлі останніх титрів її виконує актор московського шоу театру «Сінематограф» Олексій Знаменський, причому робить це на жестовій мові.

В інтерв'ю 2011 року Сергій Соловйов висловив свою думку про пісню, яка змінилася за час, що минув з моменту виходу фільму: 

До того ж життя показало, що з піснею «Хочу змін» дуже підозріла історія. Тому що я сам махав руками в тій десятитисячної натовпу в парку Горького. І ось в цьому натовпі - я готовий дати розписку кров'ю - жоден з них не знав, яких саме змін він хоче, і ні один по-справжньому їх не хотів. Вийшло так, що я з першої «Ассой», вірте чи ні, послужив таким козлом-провокатором. Тобто непросте, звичайно, справа - кричати: «Перемен!», Не знаючи, чого саме ти хочеш. Тим більше що зміни в результаті відбулися, але вони - цілком надбання Кадишевої.
— Сергій Соловйов «Непросте справа - кричати:«Перемен!», Не знаючи, чого саме ти хочеш»

## Погляд музикантів, і сенс пісні
Люди, які на мітингах співають цю пісню, викликають у музикантів жарти і сміх. Не більше. «Змін» писалася не для натовпу. Чи не для стада. Займенник «наші», що використовується в тексті, відноситься до дуже вузького кола людей. Найближчих, з якими, можливо, ти сидиш поруч на кухні щовечора.— Георгій Каспаяр'ян

Зміни, про які співав Віктор, - це не зміни політичного ладу.<...> Це зміни набагато глибші всередині себе, про яких співали, писали, малювали, ліпили все художники світу.— Олексій Рибін, «Дощ»

## Використання в політичних цілях

### В Росії
- Пісня стала своєрідним гімном часів Перебудови.

За версією М. С. Горбачова, 10 березня 1985, в день смерті К. У. Черненко , Він подзвонив А. А. Громико і повідомив, що Цой на концертах співає «Вимагаємо змін». Громико відповів, що згоден з оцінкою ситуації і за те, щоб починати зміни.
- У 2007 році пісня була використана в передвиборчому ролику «Союзу правих сил».
- 13 грудня 2008 року з'їзд ОДР «Солідарність» офіційно прийняв цю пісню в якості гімну руху[5]. Згоди з боку правовласників не було.

### У Білорусі
- У 2011 році пісня стала використовуватися учасниками серії громадянських акцій протесту в Білорусі «Революція через соціальні мережі». 3 липня 2011 року під час «Мовчазний акції» на Привокзальній площі до залізничного вокзалу на автомобілі «Мерседес» чорного кольору з затоновані стеклами під'їхала подружня пара. Молоді люди на всю гучність включили пісню Віктора Цоя «Перемен!» І слухали її, сидячи в своєму автомобілі. До машини підійшов черговий співробітник ДАІ[be], потім під'їхала патрульна машина і трактор-евакуатор. Люди в штатському дістали молодого чоловіка-пасажира і з застосуванням фізичної сили посадили його в припаркований неподалік мікроавтобус, а за кермо «Мерседеса» сів співробітник ДАІ. Чоловікові присудили 10 діб арешту (неофіційна інформація), його дружина залишилася на свободі. Також їх оштрафували за неправильну парковку, а автомобіль відігнали на штрафмайданчик[6].

13 липня 2011 року учасники акції протесту мали намір задіяти мобільні телефони, які повинні задзвонити рівно о 20:00 у багатьох білоруських містах. На мелодії будильника було вирішено поставити пісню Віктора Цоя «Перемен!». Як тільки у учасників акції протесту задзвонили телефони, співробітники силових структур стали застосовувати до багатьох з них фізичну силу і садити в «автозаки». Всім затриманим пред'явлені звинувачення в дрібному хуліганстві і непокору вимогам представників влади, а деяким - також за публічну нецензурну лайку в громадському місці. І при цьому у всіх випадках свідками виступали співробітники міліції. Частина затриманих піддалася адміністративних арештів на строк від 3 до 15 діб, частина оштрафована. На підтримку протестуючих сигналили проїжджаючі мимо автомобілісти, з багатьох авто так само звучала пісня Віктора Цоя «Перемен!».
Після зазначених подій пісня потрапила в список пісень і виразів, які не повинні потрапляти в ефір Білоруського радіо. Протягом місяця до заборони популярність пісні на радіо стала різко зростати, і її замовляли частіше.

## Кавер-версії
- Пісня увійшла до альбому римейків «Техно-Цой» 1998 року групи «Инспектор».
- У 2000 році група «МультFильмы» записала кавер-версію пісні для альбому «КИНопробы».
- У 2006 році кавер-версію записала Надія Кадишева. Пісня під назвою «Ждём перемен» увійшла бонус-треком до збірки «Русский альбом».
- У 2010 році Dino MC 47 записав кавер-версію пісні для альбому пам'яті Віктора Цоя «Кинопробы. Реп трибют».
- У 2011 році група «Звери» записала пісню «Перемен! », яка увійшла до альбому «Музы».
- Наприкінці 2013 року українська група «СКАЙ» записала українську версію пісні, під назвою «Ми прагнемо змін!», присвячену подіям на Майдані Незалежності також був представлений промокліп [15].
- 1 січня 2016 року російська група FIZICA записала студійний симфо-метал кавер «Мы Ждём Перемен», який увійшов до альбому «Анна».[16]